# Nekrolog Juni 2021
Nekrolog
◄◄
| ◄
| 2017
| 2018
| 2019
| 2020
| 2021 | 2022 | 2023 | 2024 | 2025
Januar |
Februar |
März |
April |
Mai |
Juni |
Juli |
August |
September |
Oktober |
November |
Dezember 2021
Weitere Ereignisse | Allgemeiner Nekrolog 2021
Die Beschreibung der verstorbenen Person sollte so kurz wie möglich gehalten sein und nur deren signifikante Tätigkeit(en) enthalten.
Neue Namen ggf. auch unter dem Geburts- und Sterbedatum, also etwa unter 1. Januar und im Geburts- und Sterbejahr (2024) eintragen (nur bei entsprechender großer Wichtigkeit). Für Beispiele siehe die schon vorhandenen Artikel.
Außerdem über die fünf zuletzt Verstorbenen, zu denen es einen ausreichend guten Artikel für eine Präsentation auf der Hauptseite gibt, nach der todesbedingten Überarbeitung der Artikel ggf. auch unter Wikipedia Diskussion:Hauptseite informieren und sie am besten auch in den anderen Wikipedia-Sprachversionen eintragen. Tipp: Regelmäßig bei news.google.de nach „ist tot“, „gestorben“ oder „verstorben“ suchen.
Wenn eine Person gestorben ist, gibt es viele Seiten zu dieser Person in der Wikipedia, die davon auch betroffen sind und entsprechend aktualisiert werden müssen. Beispiele: Namenübersichtsseite, Geburtsjahr, Geburtsort-Seiten und viele mehr.
Wie finde ich die betroffenen Seiten?
Im Suchfeld auf der linken Seite gibt man den Suchbegriff so ein: „Vorname Nachname“. Dann klickt man auf Volltext und alle Seiten mit entsprechendem Suchtext werden aufgerufen. Hier sieht man dann schnell, wo auch das Todesjahr Sinn macht oder sogar ein Teil des Artikels angepasst werden muss. Auch hilft das „Werkzeug“ auf der linken Seite sehr gut, um solche Seiten aufzufinden: „Links auf diese Seite“. Somit ist die Wikipedia wieder aktuell in allen Bereichen! Hinweis: bei Eintragung der Kategorie „Gestorben JAHR“ wird der Missbrauchsfilter 49 ausgelöst, was jedoch nicht schlimm ist. Siehe: Spezial:Missbrauchsfilter/49
Dies ist eine Liste von im Juni 2021 verstorbenen bekannten Persönlichkeiten. Die Einträge erfolgen innerhalb der einzelnen Daten alphabetisch sortiert. Tiere sind im Nekrolog für Tiere zu finden.

## Juni
Bearbeitungshinweis: Neue Todesfälle bitte nach Tagen geordnet eintragen. Die Todesfälle desselben Tages bitte in alphabetischer Reihenfolge absteigend einfügen.
| Tag      | Name                                       | Beruf, bekannt als                                                               | Alter | Beleg |
| -------- | ------------------------------------------ | -------------------------------------------------------------------------------- | ----- | ----- |
| 30. Juni | Robert Bartholomew                         | US-amerikanischer Gewichtheber                                                   | 85    |       |
| 30. Juni | Vic Briggs                                 | britischer Musiker                                                               | 76    |       |
| 30. Juni | Jimmy Fitzmorris                           | US-amerikanischer Politiker                                                      | 99    |       |
| 30. Juni | Jean Jensen                                | britische Schwimmerin                                                            | 86    |       |
| 30. Juni | Janet Moreau                               | US-amerikanische Leichtathletin                                                  | 93    |       |
| 30. Juni | Arthur Poskanzer                           | US-amerikanischer Experimentalphysiker                                           | 90    |       |
| 30. Juni | Dick Railsback                             | US-amerikanischer Stabhochspringer                                               | 75    |       |
| 30. Juni | Adamantios Vassilakis                      | griechischer Diplomat                                                            | 79    |       |
| 30. Juni | Alain Viala                                | französischer Literaturwissenschaftler                                           | 73    |       |
| 30. Juni | Johannes Wilde                             | deutscher Politiker                                                              | 85    |       |
| 30. Juni | Rolf Winkelgrund                           | deutscher Theaterregisseur                                                       | 85    |       |
| 29. Juni | Ewgeni Bakardschiew                        | bulgarischer Politiker                                                           | 66    |       |
| 29. Juni | Stuart Damon                               | US-amerikanischer Schauspieler                                                   | 84    |       |
| 29. Juni | Joseph Egger                               | deutscher Meteorologe                                                            | 82    |       |
| 29. Juni | Albert Ayinde Fasina                       | nigerianischer Bischof                                                           | 81    |       |
| 29. Juni | Émile-José Fettweis                        | belgischer Architekt und Städteplaner                                            | 93    |       |
| 29. Juni | Delia Fiallo                               | kubanisch-US-amerikanische Drehbuchautorin und Schriftstellerin                  | 96    |       |
| 29. Juni | Carolyn Tanner Irish                       | US-amerikanische Bischöfin                                                       | 81    |       |
| 29. Juni | Matthias Jena                              | deutscher Gewerkschafter                                                         | 60    |       |
| 29. Juni | Martin Kaps                                | deutscher Schauspieler                                                           | 42    |       |
| 29. Juni | Xavier Lacroix                             | französischer Philosoph und Theologe                                             | 73    |       |
| 29. Juni | John Lawton                                | britischer Musiker                                                               | 74    |       |
| 29. Juni | Jan Legrand                                | niederländischer Radrennfahrer                                                   | 84    |       |
| 29. Juni | Yitzhak Peretz                             | israelischer Fußballspieler                                                      | 68    |       |
| 29. Juni | Donald Rumsfeld                            | US-amerikanischer Politiker                                                      | 88    |       |
| 29. Juni | Onsi Sawiris                               | ägyptischer Geschäftsmann                                                        | 91    |       |
| 29. Juni | Jim Sidanius                               | US-amerikanischer Sozialpsychologe                                               | 75    |       |
| 28. Juni | Jordan Aleksić                             | serbischer Politiker und Hochschullehrer                                         | 71    |       |
| 28. Juni | Lázaro Barbosa de Sousa                    | brasilianischer Krimineller                                                      | 32    |       |
| 28. Juni | Lauren Berlant                             | US-amerikanische Kulturtheoretikerin                                             | 63    |       |
| 28. Juni | Maurice Buffière                           | französischer Basketballspieler                                                  | 87    |       |
| 28. Juni | Edgar Castan                               | deutscher Wirtschaftswissenschaftler                                             | 90    |       |
| 28. Juni | Kurt Fischer                               | deutscher Admiral                                                                | 84    |       |
| 28. Juni | Burton Greene                              | US-amerikanischer Jazzpianist                                                    | 84    |       |
| 28. Juni | Harry A. Johnston                          | US-amerikanischer Politiker                                                      | 89    |       |
| 28. Juni | Wil Lofy                                   | luxemburgischer Bildhauer und Maler                                              | 84    |       |
| 28. Juni | Vera Nikolić                               | jugoslawische Leichtathletin                                                     | 72    |       |
| 28. Juni | Fernand Ouellet                            | kanadischer Historiker                                                           | 94    |       |
| 28. Juni | Sergio Víctor Palma                        | argentinischer Boxer                                                             | 65    |       |
| 28. Juni | Franz-Joseph Peine                         | deutscher Rechtswissenschaftler                                                  | 74    |       |
| 28. Juni | Menelik Shabazz                            | britischer Filmemacher aus Barbados                                              | 67    |       |
| 27. Juni | Donald Arnold                              | kanadischer Ruderer                                                              | 85    |       |
| 27. Juni | Silvano Bertini                            | italienischer Boxer                                                              | 81    |       |
| 27. Juni | Lellia Cracco Ruggini                      | italienische Historikerin                                                        | 89    |       |
| 27. Juni | Willy Crook                                | argentinischer Rockmusiker                                                       | 55    |       |
| 27. Juni | Kolbein Falkeid                            | norwegischer Lyriker                                                             | 87    |       |
| 27. Juni | Juan Manuel Lemus                          | mexikanischer Fußballspieler                                                     | 87    |       |
| 27. Juni | Mário Ribeiro                              | portugiesischer Sportschütze                                                     | 86    |       |
| 27. Juni | Gao Shangquan                              | chinesischer Wirtschaftswissenschaftler                                          | 92    |       |
| 27. Juni | Alison Greenspan                           | US-amerikanische Film- und Fernsehproduzentin                                    | 48    |       |
| 27. Juni | Fredrik Jendelid                           | österreichischer Golftrainer                                                     | 57    |       |
| 27. Juni | Antonio Lockward Artiles                   | dominikanischer Schriftsteller                                                   | 78    |       |
| 27. Juni | Hiroaki Nakanishi                          | japanischer Manager                                                              | 75    |       |
| 27. Juni | Peps Persson                               | schwedischer Blues- und Reggae-Musiker                                           | 74    |       |
| 27. Juni | Ernst Wade                                 | deutscher Fußballspieler                                                         | 87    |       |
| 26. Juni | Antoine Bailly                             | französisch-schweizerischer Geograph                                             | 76    |       |
| 26. Juni | Ernst August Eicker                        | deutscher Sänger und Chorleiter                                                  | 87    |       |
| 26. Juni | David Gorsuch                              | US-amerikanischer Skirennläufer                                                  | 82    |       |
| 26. Juni | Mike Gravel                                | US-amerikanischer Politiker                                                      | 91    |       |
| 26. Juni | Abdalelah Haroun                           | katarischer Leichtathlet                                                         | 24    |       |
| 26. Juni | Jon Hassell                                | US-amerikanischer Trompeter und Komponist                                        | 84    |       |
| 26. Juni | John Langley                               | US-amerikanischer Film- und Fernsehproduzent                                     | 78    |       |
| 26. Juni | Frederic Rzewski                           | US-amerikanischer Komponist und Pianist                                          | 83    |       |
| 26. Juni | Johnny Solinger                            | US-amerikanischer Sänger                                                         | 55    |       |
| 26. Juni | Hidefumi Toki                              | japanischer Jazzmusiker                                                          | 71    |       |
| 26. Juni | Horst Wernecke                             | deutscher Lehrer und niederdeutscher Schriftsteller                              | 87    |       |
| 25. Juni | Olga Barnet                                | russische Schauspielerin                                                         | 69    |       |
| 25. Juni | Smiley Divinzenz                           | südafrikanisch-österreichische Gospelsängerin                                    |       |       |
| 25. Juni | Juergen B. Donges                          | deutscher Ökonom                                                                 | 80    |       |
| 25. Juni | Johannes Hömberg                           | deutscher Musiker                                                                | 89    |       |
| 25. Juni | Jack Ingram                                | US-amerikanischer Automobilrennfahrer                                            | 84    |       |
| 25. Juni | Josef Jung                                 | deutscher Biologe                                                                | 91    |       |
| 25. Juni | Rudolf Krause                              | deutscher Politiker                                                              | 90    |       |
| 25. Juni | Wes Madiko                                 | kamerunischer Sänger                                                             | 57    |       |
| 25. Juni | Peter Müller                               | österreichischer Musikproduzent und Tontechniker                                 | 79    |       |
| 25. Juni | Tilman Osterwold                           | deutscher Kunsthistoriker                                                        | 78    |       |
| 25. Juni | Alison Prentice                            | US-amerikanisch-kanadische Historikerin                                          | ≈87   |       |
| 25. Juni | Luis Varela                                | uruguayischer Fußballspieler                                                     | 79    |       |
| 24. Juni | Benigno Aquino III.                        | philippinischer Politiker                                                        | 61    |       |
| 24. Juni | Paul Auerbach                              | US-amerikanischer Mediziner                                                      | 70    |       |
| 24. Juni | Jeffrey B. Berlin                          | US-amerikanischer Literaturwissenschaftler und Germanist                         | 75    |       |
| 24. Juni | Mohamed Boucha                             | nigrischer Politiker                                                             | ≈54   |       |
| 24. Juni | Sonny Callahan                             | US-amerikanischer Politiker                                                      | 88    |       |
| 24. Juni | Franco Festorazzi                          | italienischer Erzbischof                                                         | 92    |       |
| 24. Juni | Jean-Claude Goyon                          | französischer Ägyptologe                                                         | 83    |       |
| 24. Juni | Richard Hoffmann                           | österreichisch-US-amerikanischer Komponist                                       | 96    |       |
| 24. Juni | Daniel Junker                              | deutscher Gitarrist                                                              | ?     |       |
| 24. Juni | Alain Lebeaupin                            | französischer Erzbischof                                                         | 76    |       |
| 24. Juni | Vladana Marković                           | serbische Jazzsängerin                                                           | 55    |       |
| 24. Juni | Franz Mayinger                             | deutscher Thermodynamiker                                                        | 89    |       |
| 24. Juni | Paul Mea                                   | kiribatischer Bischof                                                            | 81    |       |
| 24. Juni | Hans Mohler                                | Schweizer Schriftsteller                                                         | 101   |       |
| 24. Juni | Olga Moissejewa                            | sowjetische Balletttänzerin                                                      | 92    |       |
| 24. Juni | Ludwig Müller                              | deutscher Fußballspieler                                                         | 79    |       |
| 24. Juni | Zed Ngavirue                               | namibischer Diplomat                                                             | 88    |       |
| 24. Juni | Gerhard Pendl                              | österreichischer Mediziner und Neurochirurg und Aktivist                         | 86    |       |
| 24. Juni | Reinhold J. W. Schaube                     | deutscher Politiker                                                              | 66    |       |
| 24. Juni | Alfred Schmidt-Kessel                      | deutscher Richter                                                                | 91    |       |
| 24. Juni | Trần Thiện Khiêm                           | südvietnamesischer General und Politiker                                         | 95    |       |
| 23. Juni | Andreas Banaski                            | deutscher Journalist                                                             | 63    |       |
| 23. Juni | Johannes Baumgartner                       | Schweizer Leichtathlet                                                           | 93    |       |
| 23. Juni | Heinz Feldhege                             | deutscher Politiker                                                              | 92    |       |
| 23. Juni | Wojciech Karolak                           | polnischer Jazzmusiker                                                           | 82    |       |
| 23. Juni | Thomas Klochan                             | österreichischer Fußballtrainer                                                  | 48    |       |
| 23. Juni | Jackie Lane                                | britische Schauspielerin                                                         | 79    |       |
| 23. Juni | Richard S. Levy                            | US-amerikanischer Historiker                                                     | 81    |       |
| 23. Juni | Brian London                               | britischer Boxer                                                                 | 87    |       |
| 23. Juni | John McAfee                                | US-amerikanischer Unternehmer                                                    | 75    |       |
| 23. Juni | Ellen McIlwaine                            | US-amerikanische Singer-Songwriterin und Slide-Gitarristin                       | 75    |       |
| 23. Juni | Beryl Penrose                              | australische Tennisspielerin                                                     | 90    |       |
| 23. Juni | Clare Peploe                               | britisch-italienische Drehbuchautorin und Regisseurin                            | 79    |       |
| 23. Juni | Pentti Saarman                             | finnischer Boxer                                                                 | 79    |       |
| 23. Juni | Klemens Schaupp                            | österreichischer Theologe und Psychologe                                         | 69    |       |
| 23. Juni | Arturo Schwarz                             | italienischer Kunsthistoriker und Autor                                          | 97    |       |
| 23. Juni | Hubert Stärker                             | deutscher Unternehmer und Politiker                                              | 84    |       |
| 23. Juni | Walli                                      | belgischer Comiczeichner                                                         | 69    |       |
| 23. Juni | Christian Weisbrich                        | deutscher Politiker                                                              | 79    |       |
| 23. Juni | Mila Ximénez                               | spanische Journalistin                                                           | 69    |       |
| 23. Juni | Darius Young                               | US-amerikanischer Sportschütze                                                   | 83    |       |
| 23. Juni | Peter Zinovieff                            | britischer Ingenieur und Komponist                                               | 88    |       |
| 22. Juni | Hans Drewanz                               | deutscher Dirigent                                                               | 92    |       |
| 22. Juni | Horst Hamelmann                            | deutscher Chirurg                                                                | 97    |       |
| 22. Juni | Gösta B. Ihde                              | deutscher Betriebswirtschaftler                                                  | 83    |       |
| 22. Juni | Helmut Karzel                              | deutscher Mathematiker                                                           | 93    |       |
| 22. Juni | Mzilikazi Khumalo                          | südafrikanischer Komponist und Chorleiter                                        | 89    |       |
| 22. Juni | Marcus Lutter                              | deutscher Jurist und Rechtswissenschaftler                                       | 90    |       |
| 22. Juni | Kuranishi Masatake                         | japanischer Mathematiker                                                         | 96    |       |
| 22. Juni | Sebastiano Paciolla                        | italienischer Ordensgeistlicher und Kirchenrechtler                              | 58    |       |
| 22. Juni | Franz Rueb                                 | Schweizer Journalist, Dramaturg und Buchautor                                    | 87    |       |
| 22. Juni | Inessa Scharowa                            | sowjetische bzw. russische Entomologin und Hochschullehrerin                     | 89    |       |
| 22. Juni | Hans Seidel                                | deutscher Theologe                                                               | 91    |       |
| 22. Juni | Annemarie Zdarsky                          | österreichische Politikerin                                                      | 93    |       |
| 22. Juni | Wolfgang Urban                             | deutscher Physiker                                                               | 85    |       |
| 21. Juni | Nina Divíšková                             | tschechische Schauspielerin                                                      | 84    |       |
| 21. Juni | Walter Fürst                               | deutscher Theologe                                                               | 80    |       |
| 21. Juni | Jean Guéguinou                             | französischer Diplomat                                                           | 79    |       |
| 21. Juni | Nobuo Hara                                 | japanischer Tenorsaxophonist                                                     | 94    |       |
| 21. Juni | Masatomi Ikeda                             | japanischer Aikidōlehrer                                                         | 81    |       |
| 21. Juni | Mamady Keïta                               | guineischer Musiker                                                              | 70    |       |
| 21. Juni | François van der Linde                     | Schweizer Präventivmediziner und Drogenpolitikexperte                            | 79    |       |
| 21. Juni | Arnhild Moning                             | deutsche Beamtin                                                                 | 67    |       |
| 21. Juni | Helmuth Reichel                            | Schweizer Musiker                                                                | 95    |       |
| 21. Juni | Annegrit Schmitt                           | deutsche Kunsthistorikerin                                                       | 92    |       |
| 21. Juni | Richard S. Stein                           | US-amerikanischer Physikochemiker und Materialwissenschaftler                    | 95    |       |
| 20. Juni | Anita Bach                                 | deutsche Architektin                                                             | 94    |       |
| 20. Juni | Thomas Cleary                              | US-amerikanischer Übersetzer                                                     | 72    |       |
| 20. Juni | Gordon Dunne                               | britischer Politiker                                                             | 62    |       |
| 20. Juni | Peter Elstner                              | österreichischer Sportjournalist                                                 | 81    |       |
| 20. Juni | James Iahuat                               | vanuatuischer Boxer                                                              | 62    |       |
| 20. Juni | Jeanne Lamon                               | kanadische Geigerin und Dirigentin                                               | 71    |       |
| 20. Juni | Joanne Linville                            | US-amerikanische Schauspielerin                                                  | 93    |       |
| 20. Juni | Evangelista Alcimar Caldas Magalhães       | brasilianischer Bischof                                                          | 81    |       |
| 20. Juni | Fridolin Pflüger                           | deutscher Ordensgeistlicher                                                      | 74    |       |
| 20. Juni | Dietlind Preiss                            | deutsche Bildhauerin                                                             | 80    |       |
| 20. Juni | Frank Preuss                               | kolumbianischer Geiger und Musikpädagoge deutscher Herkunft                      | 90    |       |
| 20. Juni | Herwig Rhomberg                            | österreichischer Unternehmer                                                     | 93    |       |
| 20. Juni | Peter Rock                                 | deutscher Fußballspieler                                                         | 79    |       |
| 20. Juni | Gerasimos Xenophon Santas                  | US-amerikanischer Philosoph und Philosophiehistoriker                            | 90    |       |
| 20. Juni | Christian Scheuber                         | deutscher Jazzmusiker                                                            | 60    |       |
| 20. Juni | Herbert Schnoor                            | deutscher Politiker                                                              | 94    |       |
| 20. Juni | Luis del Sol                               | spanischer Fußballspieler                                                        | 86    |       |
| 20. Juni | Zlatko Stahuljak                           | jugoslawischer bzw. kroatischer Geiger und Diplomat                              | 87    |       |
| 20. Juni | Bernard Van Der Linde                      | französischer Radrennfahrer                                                      | 75    |       |
| 20. Juni | Barbara von Wulffen                        | deutsche Autorin                                                                 | 84    |       |
| 19. Juni | Freimut Börngen                            | deutscher Astronom                                                               | 90    |       |
| 19. Juni | Hans Martini                               | deutscher Politiker                                                              | 93    |       |
| 19. Juni | Arnold Odermatt                            | Schweizer Fotograf                                                               | 96    |       |
| 19. Juni | Wolfram Peiser                             | deutscher Kommunikations- und Medienwissenschaftler                              | 58    |       |
| 19. Juni | Hartwig Schwarz                            | deutscher Maler                                                                  | 68    |       |
| 19. Juni | Dennis C. Spies                            | deutscher Politikwissenschaftler                                                 | 40    |       |
| 19. Juni | Ernst Joachim Völker                       | deutscher Akustiker und Bauphysiker                                              | 87    |       |
| 19. Juni | Luisa Zappitelli                           | italienische Feministin                                                          | 109   |       |
| 18. Juni | Eduard Afrikaner                           | namibischer Stammesführer                                                        | ≈72   |       |
| 18. Juni | Jeannette Altwegg                          | britische Eiskunstläuferin                                                       | 90    |       |
| 18. Juni | Giampiero Boniperti                        | italienischer Fußballspieler und -funktionär sowie Politiker                     | 92    |       |
| 18. Juni | Altan Çilingiroğlu                         | türkischer Archäologe                                                            | 77    |       |
| 18. Juni | John Bertrand Conlan                       | US-amerikanischer Politiker                                                      | 90    |       |
| 18. Juni | Klaus Peter Dencker                        | deutscher Fernsehschaffender und Dichter                                         | 80    |       |
| 18. Juni | Andreas Denk                               | deutscher Architekturtheoretiker und Journalist                                  | 61    |       |
| 18. Juni | Gunther Eigler                             | deutscher Erziehungswissenschaftler                                              | 91    |       |
| 18. Juni | Gérard Fromanger                           | französischer Maler und Bildhauer                                                | 81    |       |
| 18. Juni | Pat Giraud                                 | französischer Musiker                                                            | 72    |       |
| 18. Juni | Carl Miville-Seiler                        | Schweizer Politiker                                                              | 99    |       |
| 18. Juni | Edward Mortimer                            | britischer Journalist und ehemaliger UN-Beamter                                  | 77    |       |
| 18. Juni | Rubén Pinzón                               | panamaischer Sportjournalist                                                     | 57    |       |
| 18. Juni | Inge Poppe-Wühr                            | deutsche Buchhändlerin                                                           | 76    |       |
| 18. Juni | Walter Raberger                            | österreichischer Theologe                                                        | 81    |       |
| 18. Juni | Emma Roca Rodríguez                        | spanische Skibergsteigerin                                                       | 47    |       |
| 18. Juni | Vekuii Rukoro                              | namibischer Geschäftsmann und Herero-Führer                                      | 66    |       |
| 18. Juni | Milkha Singh                               | indischer Leichtathlet                                                           | 91    |       |
| 18. Juni | Hans Toch                                  | US-amerikanischer Sozialpsychologe und Kriminologe                               | 91    |       |
| 17. Juni | Andreas Bärtels                            | deutscher Dendrologe und Autor                                                   | 90    |       |
| 17. Juni | Ulrich Bremi                               | Schweizer Unternehmer und Politiker                                              | 91    |       |
| 17. Juni | Ugo Brilli                                 | italienischer Kriegsgefangener, Zwangsarbeiter und Zeitzeuge                     | 99    |       |
| 17. Juni | István M. Fehér                            | ungarischer Philosoph                                                            | 71    |       |
| 17. Juni | Alex Harvill                               | US-amerikanischer Stuntman                                                       | 28    |       |
| 17. Juni | Alfons Hermans                             | belgischer Radsportler                                                           | 84    |       |
| 17. Juni | Rudolf Hinsberger                          | deutscher Politiker                                                              | 78    |       |
| 17. Juni | Kenneth Kaunda                             | sambischer Politiker                                                             | 97    |       |
| 17. Juni | Aryeh Kosman                               | US-amerikanischer Philosoph und Philosophiehistoriker                            | 85    |       |
| 17. Juni | Teddy Parker                               | deutscher Schlagersänger                                                         | 83    |       |
| 17. Juni | Juha Siira                                 | finnischer Regattasegler                                                         | 75    |       |
| 17. Juni | Xu Yuanchong                               | chinesischer Übersetzer                                                          | 100   |       |
| 16. Juni | Edward Baldwin, 4. Earl Baldwin of Bewdley | britischer Peer, Politiker und Pädagoge                                          | 83    |       |
| 16. Juni | Hansjakob Becker                           | deutscher Theologe                                                               | 82    |       |
| 16. Juni | Renate Blank                               | deutsche Politikerin                                                             | 79    |       |
| 16. Juni | Frank Bonner                               | US-amerikanischer Schauspieler                                                   | 79    |       |
| 16. Juni | Michael Champion                           | US-amerikanischer Schauspieler und Sänger                                        | 74    |       |
| 16. Juni | Enno Fooken                                | deutscher Erziehungswissenschaftler                                              | 95    |       |
| 16. Juni | Marc Goblet                                | belgischer Politiker                                                             | 64    |       |
| 16. Juni | Josef Happ                                 | deutscher Bauingenieur und Politiker                                             | 83    |       |
| 16. Juni | Manfred Lenz                               | deutscher Fußballspieler                                                         | 73    |       |
| 16. Juni | Janet Malcolm                              | US-amerikanische Journalistin                                                    | 86    |       |
| 16. Juni | Allen Midgette                             | US-amerikanischer Schauspieler, Maler und Autor                                  | 82    |       |
| 16. Juni | Lothar Müller                              | deutscher Fußballspieler                                                         | 91    |       |
| 16. Juni | John Mutwa                                 | namibischer Militär                                                              | 60    |       |
| 16. Juni | J. Peter Neary                             | irischer Wirtschaftswissenschaftler                                              | 71    |       |
| 16. Juni | Joel Otim                                  | ugandischer Leichtathlet                                                         | 49    |       |
| 16. Juni | Raili Pietilä                              | finnische Architektin                                                            | 94    |       |
| 16. Juni | Tarcisio Pillolla                          | italienischer Bischof                                                            | 90    |       |
| 16. Juni | Jürgen Prüser                              | deutscher Wirtschaftswissenschaftler                                             | 91    |       |
| 16. Juni | Reinhold Reitberger                        | deutscher Comic-Zeichner und Sachbuchautor                                       | 74    |       |
| 16. Juni | Günther Sterba                             | deutscher Zoologe und Ichthyologe                                                | 99    |       |
| 15. Juni | Georg Benz                                 | Schweizer Entomologe                                                             | 95    |       |
| 15. Juni | Günter Brittinger                          | deutscher Hämatologe und Onkologe                                                | 90    |       |
| 15. Juni | Silvio De Florentiis                       | italienischer Leichtathlet                                                       | 86    |       |
| 15. Juni | Paul Alois Lakra                           | indischer Bischof                                                                | 65    |       |
| 15. Juni | Meinrad Limbeck                            | deutscher Theologe                                                               | 86    |       |
| 15. Juni | Wladimir Schatalow                         | sowjetischer Kosmonaut                                                           | 93    |       |
| 15. Juni | Gregor Tessnow                             | deutscher Jugendbuchautor                                                        | 51    |       |
| 15. Juni | Lily Weiding                               | dänische Schauspielerin                                                          | 96    |       |
| 15. Juni | Gábor Winand                               | ungarischer Jazzmusiker                                                          | 56    |       |
| 14. Juni | Jock Aird                                  | schottischer Fußballspieler                                                      | 94    |       |
| 14. Juni | Lisa Banes                                 | US-amerikanische Schauspielerin                                                  | 65    |       |
| 14. Juni | Ivan Derado                                | jugoslawisch-deutscher Physiker                                                  | 91    |       |
| 14. Juni | Eion Edgar                                 | neuseeländischer Unternehmer und Sportfunktionär                                 | 76    |       |
| 14. Juni | Enrique Bolaños Geyer                      | nicaraguanischer Politiker                                                       | 93    |       |
| 14. Juni | Schang Hutter                              | Schweizer Bildhauer                                                              | 86    |       |
| 14. Juni | Karl-August Keil                           | deutscher Mathematiker und Pädagoge                                              | 95    |       |
| 14. Juni | Markis Kido                                | indonesischer Badmintonspieler                                                   | 36    |       |
| 14. Juni | Gustava Mösler                             | deutsche Journalistin                                                            | 100   |       |
| 14. Juni | Günter Pritschow                           | deutscher Ingenieurwissenschaftler                                               | 82    |       |
| 14. Juni | Horst Rittner                              | deutscher Schachspieler                                                          | 90    |       |
| 14. Juni | Adam Smelczyński                           | polnischer Sportschütze                                                          | 90    |       |
| 14. Juni | Clark Stede                                | deutscher Segler, Fotograf und Journalist                                        | 71    |       |
| 14. Juni | Armin A. Steinkamm                         | deutscher Rechtswissenschaftler                                                  | 81    |       |
| 14. Juni | Rose Marie Stuckert-Schnorrenberg          | deutsche Malerin                                                                 | 95    |       |
| 14. Juni | Wolmer Vasconcelos                         | brasilianischer Mathematiker, Algebraiker und Hochschullehrer                    | 84    |       |
| 14. Juni | Wang Chiu-Hwa                              | taiwanische Architektin und Hochschullehrerin                                    | 95    |       |
| 13. Juni | Ned Beatty                                 | US-amerikanischer Schauspieler                                                   | 83    |       |
| 13. Juni | Hans Breuer                                | deutscher Politiker                                                              | 90    |       |
| 13. Juni | Siegfried Jost Casper                      | deutscher Biologe                                                                | 92    |       |
| 13. Juni | Michael Deffert                            | deutscher Schauspieler und Synchronsprecher                                      | 53    |       |
| 13. Juni | Danielle Gourevitch                        | französische Philologin und Medizinhistorikerin                                  | 80    |       |
| 13. Juni | Heinrich Magirius                          | deutscher Kunsthistoriker und Denkmalpfleger                                     | 87    |       |
| 13. Juni | Nikita Mandryka                            | französischer Comiczeichner                                                      | 80    |       |
| 13. Juni | Franz Norbert Mennemeier                   | deutscher Literaturwissenschaftler und Schriftsteller                            | 96    |       |
| 13. Juni | Raul de Souza                              | brasilianischer Jazzmusiker                                                      | 86    |       |
| 13. Juni | Jean D. Wilson                             | US-amerikanischer Endokrinologe                                                  | 88    |       |
| 12. Juni | James Cohn                                 | US-amerikanischer Komponist                                                      | 93    |       |
| 12. Juni | Robert Edgcumbe                            | britischer Adliger und Peer                                                      | 82    |       |
| 12. Juni | Burckhard Garbe                            | deutscher Germanist, Schriftsteller und Hochschullehrer                          | 79    |       |
| 12. Juni | Karl-Heinz Gursky                          | deutscher Rechtswissenschaftler                                                  | 78    |       |
| 12. Juni | Marco Maciel                               | brasilianischer Politiker                                                        | 80    |       |
| 12. Juni | John Millman                               | kanadischer Radrennfahrer                                                        | 79    |       |
| 12. Juni | Richard S. Odingo                          | kenianischer Geograph                                                            | 86    |       |
| 12. Juni | Franz Oeters                               | deutscher Metallurge                                                             | 93    |       |
| 12. Juni | Klaus Roenspieß                            | deutscher Maler und Grafiker                                                     | 86    |       |
| 12. Juni | Ihar Schaljasouski                         | belarussischer Eisschnellläufer                                                  | 57    |       |
| 12. Juni | Alex Scorier                               | belgischer Jazzmusiker                                                           | 90    |       |
| 12. Juni | Slavko Špan                                | jugoslawischer Leichtathlet                                                      | 83    |       |
| 12. Juni | Anatolij Tschukanow                        | ukrainischer Radrennfahrer                                                       | 67    |       |
| 12. Juni | Gerhard Watzke                             | österreichischer Ruderer                                                         | 99    |       |
| 11. Juni | Aziza Baccouche                            | US-amerikanische Physikerin und Filmemacherin                                    | 44    |       |
| 11. Juni | Heribert Beissel                           | deutscher Dirigent                                                               | 88    |       |
| 11. Juni | Paola Cacchi                               | italienische Leichtathletin                                                      | 75    |       |
| 11. Juni | Walter Michael Ebejer                      | brasilianischer Bischof                                                          | 91    |       |
| 11. Juni | Wilhelm Eger                               | deutscher Maler und Grafiker                                                     | 89    |       |
| 11. Juni | Jerald L. Ericksen                         | US-amerikanischer Ingenieurwissenschaftler                                       | 96    |       |
| 11. Juni | Bryce Evans                                | US-amerikanischer Pornodarsteller                                                | 46    |       |
| 11. Juni | John Gabriel                               | US-amerikanischer Schauspieler                                                   | 90    |       |
| 11. Juni | Ivo Baldi Gaburri                          | italienischer Bischof                                                            | 74    |       |
| 11. Juni | Mudcat Grant                               | US-amerikanischer Baseballspieler                                                | 85    |       |
| 11. Juni | Sven Groß                                  | deutscher Metal-Sänger                                                           | 44    |       |
| 11. Juni | Kay Hawtrey                                | kanadische Schauspielerin                                                        | 94    |       |
| 11. Juni | Willem Konjore                             | namibischer Politiker                                                            | 75    |       |
| 11. Juni | Jürgen Liminski                            | deutscher Journalist                                                             | 71    |       |
| 11. Juni | Lucinda Riley                              | britische Schriftstellerin                                                       | 56    |       |
| 11. Juni | Surat Singh Mathur                         | indischer Leichtathlet                                                           | 90    |       |
| 11. Juni | Andrzej Szczytko                           | polnischer Schauspieler und Regisseur                                            | 65    |       |
| 11. Juni | Sara Wedlund                               | schwedische Langstreckenläuferin                                                 | 45    |       |
| 10. Juni | Buddhadeb Dasgupta                         | indischer Regisseur                                                              | 77    |       |
| 10. Juni | Klaus Foppa                                | österreichischer Psychologe                                                      | 90    |       |
| 10. Juni | Elizabeth Bayard French                    | britische Archäologin                                                            | 90    |       |
| 10. Juni | Fred Hesse                                 | deutscher Fußballspieler                                                         | 78    |       |
| 10. Juni | David Lightfoot                            | australischer Filmproduzent                                                      | 61    |       |
| 10. Juni | Ray MacDonnell                             | US-amerikanischer Schauspieler                                                   | 93    |       |
| 10. Juni | Joyce MacKenzie                            | US-amerikanische Schauspielerin                                                  | 95    |       |
| 10. Juni | Dean Parrish                               | US-amerikanischer Northern-Soul-Sänger                                           | 79    |       |
| 10. Juni | Haico Scharn                               | niederländischer Leichtathlet                                                    | 75    |       |
| 10. Juni | Dingko Singh                               | indischer Boxer                                                                  | 42    |       |
| 10. Juni | Wolfgang Spadiut                           | österreichischer Tierarzt und Politiker (FPÖ, BZÖ), Abgeordneter zum Nationalrat | 66    |       |
| 10. Juni | Al Stanwyck                                | kanadischer Jazztrompeter                                                        | 81    |       |
| 9. Juni  | Richard M. Bird                            | kanadischer Wirtschaftswissenschaftler                                           | 82    |       |
| 9. Juni  | Gottfried Böhm                             | deutscher Architekt                                                              | 101   |       |
| 9. Juni  | Edward de Bono                             | maltesischer Mediziner, Kognitionswissenschaftler und Schriftsteller             | 88    |       |
| 9. Juni  | Andreas Bsteh                              | österreichischer Ordensgeistlicher                                               | 87    |       |
| 9. Juni  | Saul B. Cohen                              | US-amerikanischer Geograph                                                       | 95    |       |
| 9. Juni  | Wilna Haffmans                             | niederländische Bildhauerin und Medailleurin                                     | 84    |       |
| 9. Juni  | Buddhika Kurukularatne                     | sri-lankischer Politiker                                                         | 77    |       |
| 9. Juni  | Kirkland Laing                             | britischer Boxer                                                                 | 66    |       |
| 9. Juni  | Philipp Mickenbecker                       | deutscher YouTuber                                                               | 23    |       |
| 9. Juni  | Alejandro Orfila                           | argentinischer Diplomat                                                          | 96    |       |
| 9. Juni  | Dieter Reimers                             | deutscher Astronom                                                               | 77    |       |
| 9. Juni  | Libuše Šafránková                          | tschechische Schauspielerin                                                      | 68    |       |
| 9. Juni  | Walentina Sidorowa                         | sowjetische Fechterin                                                            | 67    |       |
| 9. Juni  | Dakota Skye                                | US-amerikanische Pornodarstellerin                                               | 27    |       |
| 8. Juni  | Joseph Margolis                            | US-amerikanischer Philosoph                                                      | 97    |       |
| 8. Juni  | Renate Möcke                               | deutsche Juristin                                                                | 69    |       |
| 8. Juni  | Federico Nardo                             | italienischer Comicautor                                                         | 44    |       |
| 8. Juni  | Karen Nicolson                             | britische Marathonläuferin                                                       | 63    |       |
| 8. Juni  | Desanka Pešut                              | jugoslawische Sportschützin                                                      | 79    |       |
| 8. Juni  | Ducange Sylvain                            | haitianischer Bischof                                                            | 58    |       |
| 7. Juni  | Siegfried Assmann                          | deutscher Maler und Bildhauer                                                    | 96    |       |
| 7. Juni  | Rainer Börner                              | deutscher Kulturmanager und FDJ-Funktionär                                       | 64    |       |
| 7. Juni  | Douglas S. Cramer                          | US-amerikanischer Fernsehproduzent                                               | 89    |       |
| 7. Juni  | Dixie Dansercoer                           | belgischer Polarforscher und Abenteurer                                          | 58    |       |
| 7. Juni  | Guglielmo Epifani                          | italienischer Politiker und Gewerkschafter                                       | 71    |       |
| 7. Juni  | Gertrud Herrbruck                          | deutsche Schwimmerin                                                             | 94    |       |
| 7. Juni  | Renato Iturrate                            | chilenischer Radsportler                                                         | 99    |       |
| 7. Juni  | Marie Kabrhelová                           | tschechoslowakische Parteifunktionärin                                           | 96    |       |
| 7. Juni  | Klaus Lienemann                            | deutscher Fußballspieler                                                         | 73    |       |
| 7. Juni  | Thomas Mellewigt                           | deutscher Ökonom                                                                 | 58    |       |
| 7. Juni  | Ali Akbar Mohtaschami                      | iranischer Geistlicher                                                           | 74    |       |
| 7. Juni  | Evangelos A. Moutsopoulos                  | griechischer Philosoph                                                           | 91    |       |
| 7. Juni  | Horst Pillau                               | deutscher Dramatiker, Romancier, Hörspiel- und Drehbuchautor                     | 88    |       |
| 7. Juni  | Martin Schechter                           | US-amerikanischer Mathematiker                                                   | ≈90   |       |
| 7. Juni  | A. L. Snijders                             | niederländischer Lehrer, Kolumnist und Schriftsteller                            | 83    |       |
| 7. Juni  | Walter Suter                               | Schweizer Diplomat                                                               | 78    |       |
| 7. Juni  | Norbert Thines                             | deutscher Fußballfunktionär                                                      | 80    |       |
| 7. Juni  | Yu Sang-cheol                              | südkoreanischer Fußballspieler und -trainer                                      | 49    |       |
| 6. Juni  | Bert Brandstetter                          | österreichischer Rundfunkjournalist und Laienbewegungsfunktionär                 | 71    |       |
| 6. Juni  | Leonard Crow Dog                           | US-amerikanischer Schamane                                                       | 78    |       |
| 6. Juni  | Luis Duarte                                | portugiesischer Musiker, Sänger und Arrangeur                                    | 71    |       |
| 6. Juni  | Ludwig Falck                               | deutscher Historiker und Archivar                                                | 93    |       |
| 6. Juni  | Rewas Gabriadse                            | georgischer Theater- und Filmregisseur, Drehbuchautor und Künstler               | 84    |       |
| 6. Juni  | Rolf Hellem                                | norwegischer Politiker                                                           | 97    |       |
| 6. Juni  | Michel Host                                | französischer Schriftsteller und Kritiker                                        | 79    |       |
| 6. Juni  | Jacques Behnan Hindo                       | türkischer Bischof                                                               | 79    |       |
| 6. Juni  | Gisela Keiner                              | deutsche Schauspielerin                                                          | 84    |       |
| 6. Juni  | Franz Rudolf Lux                           | deutscher Chemiker                                                               | 95    |       |
| 6. Juni  | Philip McCracken                           | US-amerikanischer Bildhauer                                                      | 92    |       |
| 6. Juni  | Michele Merlo                              | italienischer Sänger                                                             | 28    |       |
| 6. Juni  | Maciej Morawski                            | polnischer Rundfunkjournalist                                                    | 91    |       |
| 6. Juni  | Ei-ichi Negishi                            | japanischer Chemiker                                                             | 85    |       |
| 6. Juni  | Mansour Ojjeh                              | saudi-arabischer Geschäftsmann                                                   | 68    |       |
| 6. Juni  | Dieter Rewicki                             | deutscher Chemiker                                                               | 85    |       |
| 6. Juni  | Wera Selinskaja                            | sowjetische bzw. russische Szenen- und Kostümbildnerin                           | 76    |       |
| 6. Juni  | Stephen T. Warren                          | US-amerikanischer Genetiker                                                      | 67    |       |
| 5. Juni  | André Beckers                              | belgischer Comicautor                                                            | 93    |       |
| 5. Juni  | William F. Burns                           | US-amerikanischer Militär                                                        | 88    |       |
| 5. Juni  | Dieter Falk                                | deutscher Motorradrennfahrer                                                     | 90    |       |
| 5. Juni  | Klaus Fassin                               | niederländisch-deutscher Unternehmer                                             | 89    |       |
| 5. Juni  | Dimitri Ginev                              | bulgarischer Philosoph                                                           | 64    |       |
| 5. Juni  | François Grillot                           | französischer Jazzmusiker                                                        | ≈66   |       |
| 5. Juni  | T. B. Joshua                               | nigerianischer Pastor                                                            | 57    |       |
| 5. Juni  | Gottfried O. H. Naumann                    | deutscher Augenarzt                                                              | 86    |       |
| 5. Juni  | Hans Ludwig Rohn                           | deutscher Vereinsfunktionär                                                      | 70    |       |
| 5. Juni  | John Spalek                                | US-amerikanischer Germanist                                                      | 92    |       |
| 5. Juni  | Paulo Thiago                               | brasilianischer Filmregisseur, Drehbuchautor und Filmproduzent                   | 75    |       |
| 5. Juni  | William Joseph Whelan                      | britisch-US-amerikanischer Biochemiker                                           | 96    |       |
| 4. Juni  | Siegbert Alber                             | deutscher Jurist und Politiker                                                   | 84    |       |
| 4. Juni  | Karla Burns                                | US-amerikanische Sängerin und Schauspielerin                                     | 66    |       |
| 4. Juni  | Loris Dominissini                          | italienischer Fußballspieler und -trainer                                        | 59    |       |
| 4. Juni  | David Dushman                              | sowjetischer Weltkriegsveteran und Fechttrainer                                  | 98    |       |
| 4. Juni  | Richard R. Ernst                           | Schweizer Chemiker                                                               | 87    |       |
| 4. Juni  | Fausto Gaibor García                       | ecuadorianischer Bischof                                                         | 69    |       |
| 4. Juni  | Franz Henrich                              | deutscher Priester, Theologe und Stiftungsleiter                                 | 89    |       |
| 4. Juni  | Wadim Kapranow                             | sowjetischer Basketballspieler                                                   | 81    |       |
| 4. Juni  | Rómulo Lazarde                             | venezolanischer Gitarrist, Komponist und Musikpädagoge                           | 80    |       |
| 4. Juni  | Friederike Mayröcker                       | österreichische Schriftstellerin                                                 | 96    |       |
| 4. Juni  | Manfred Miller                             | deutscher Musikjournalist und -produzent                                         | 78    |       |
| 4. Juni  | John Malcolm Patterson                     | US-amerikanischer Politiker                                                      | 99    |       |
| 4. Juni  | Wolfgang Strödter                          | deutscher Hockeyspieler                                                          | 73    |       |
| 4. Juni  | Clarence Williams III                      | US-amerikanischer Schauspieler                                                   | 81    |       |
| 4. Juni  | Norman Wilson                              | britischer Marathonläufer                                                        | 65    |       |
| 03. Juni | Benedicto Antonio Angeli                   | brasilianischer Fußballspieler und Fußballtrainer                                | 82    |       |
| 3. Juni  | F. Lee Bailey                              | US-amerikanischer Jurist                                                         | 87    |       |
| 3. Juni  | Peter-Jürgen Czygan                        | deutscher Gynäkologe                                                             | 84    |       |
| 3. Juni  | Wilfried Feichtinger                       | österreichischer Gynäkologe                                                      | 70    |       |
| 3. Juni  | Karl Haidmayer                             | österreichischer Komponist und Musikwissenschaftler                              | 94    |       |
| 3. Juni  | Bruce Holt                                 | US-amerikanischer Baseballspieler                                                | 90    |       |
| 3. Juni  | Anerood Jugnauth                           | mauritischer Politiker                                                           | 91    |       |
| 3. Juni  | Fernando Lima Bello                        | portugiesischer Segler und Sportfunktionär                                       | 89    |       |
| 3. Juni  | Ernie Lively                               | US-amerikanischer Schauspieler                                                   | 74    |       |
| 3. Juni  | Alan Miller                                | englischer Fußballspieler                                                        | 51    |       |
| 3. Juni  | James Norris                               | US-amerikanischer Wasserballspieler                                              | 98    |       |
| 3. Juni  | Horst Schulze                              | deutscher Theologe                                                               | 86    |       |
| 3. Juni  | Wadim Wiktorowitsch Solotuchin             | russischer Lepidopterologe                                                       | 53    |       |
| 3. Juni  | Mabi Thobejane                             | südafrikanischer Schlagzeuger                                                    | 74    |       |
| 3. Juni  | Anthony Weller                             | US-amerikanischer Jazzgitarrist                                                  | 63    |       |
| 2. Juni  | Raymond J. Donovan                         | US-amerikanischer Politiker                                                      | 90    |       |
| 2. Juni  | Gerhard Heimerl                            | deutscher Verkehrswissenschaftler                                                | 87    |       |
| 2. Juni  | Fritz Hollenbeck                           | deutscher Schauspieler                                                           | 91    |       |
| 2. Juni  | Martin Honecker                            | deutscher Theologe und Sozialethiker                                             | 87    |       |
| 2. Juni  | Uwe-Karsten Koch                           | deutscher Schauspieler und Regisseur                                             | 79    |       |
| 2. Juni  | Stanislaw Lunin                            | kasachischer Fußballspieler                                                      | 28    |       |
| 2. Juni  | Linah Mohohlo                              | botswanische Bankerin und Verwaltungsbeamtin                                     | 69    |       |
| 2. Juni  | James W. Pardew                            | US-amerikanischer Diplomat                                                       | 77    |       |
| 2. Juni  | Ottorino Sartor                            | peruanischer Fußballtorwart                                                      | 75    |       |
| 2. Juni  | Gerhard Steinich                           | deutscher Geologe                                                                | 87    |       |
| 2. Juni  | Martin Stoeck                              | deutscher Schlagzeuger                                                           | 58    |       |
| 2. Juni  | Hans Wolfsteiner                           | deutscher Jurist                                                                 | 83    |       |
| 2. Juni  | Phil Young                                 | US-amerikanischer Zeichner                                                       | 79    |       |
| 1. Juni  | Christian Buch                             | deutscher Rundfunkjournalist                                                     | 53    |       |
| 1. Juni  | Hischam Djait                              | tunesischer Historiker und Islamwissenschaftler                                  | 85    |       |
| 1. Juni  | Hans-Dieter Klenk                          | deutscher Virologe                                                               | 82    |       |
| 1. Juni  | Christian Paschold                         | deutscher Bildhauer                                                              | 72    |       |
| 1. Juni  | Robert „Bob“ Rutman                        | deutsch-US-amerikanischer Künstler, Musiker und Komponist                        | 90    |       |
| 1. Juni  | Amadeus von Savoyen                        | italienischer Unternehmer                                                        | 77    |       |
| 1. Juni  | Bill Scanlon                               | US-amerikanischer Tennisspieler                                                  | 64    |       |
| 1. Juni  | Manfred Utsch                              | deutscher Unternehmer und Sportmäzen                                             | 85    |       |

### Datum unbekannt
| Tag                             | Name                 | Beruf, bekannt als                           | Alter | Beleg |
| ------------------------------- | -------------------- | -------------------------------------------- | ----- | ----- |
| Tod bekannt gegeben am 30. Juni | Mira Bedenk          | jugoslawische Schauspielerin                 | 99    |       |
| Tod bekannt gegeben am 30. Juni | Jurij Reja           | jugoslawischer bzw. slowenischer Opernsänger | 85    |       |
| tot aufgefunden am 30. Juni     | Jessie Lee Cooks     | US-amerikanischer Mörder                     | 76    |       |
| Ende Juni                       | Jürgen Hoffmann      | deutscher Maler, Hochschullehrer und Autor   | ≈78   |       |
| Juni                            | José Jaime Galeano   | kolumbianischer Radrennfahrer                | 76    |       |
| Tod bekannt gegeben am 17. Juni | Pier Nicola Attorese | italienischer Ruderer                        | 91    |       |